# Agrochola sphaerulatina
Agrochola sphaerulatina är en fjärilsart som beskrevs av Adrian Hardy Haworth 1809. Agrochola sphaerulatina ingår i släktet Agrochola och familjen nattflyn. Inga underarter finns listade i Catalogue of Life.